# 2019-es svéd labdarúgó-bajnokság (első osztály)
A 2019-es Allsvenskan volt a 95. alkalommal megrendezett, legmagasabb szintű labdarúgó-bajnokság Svédországban. A pontvadászat 2019 áprilisában kezdődött és novemberben ért véget. A címvédő a AIK csapata volt.

## Csapatváltozások
| Feljutott az első osztályba                   | Kiesett a másodosztályba                    |
| --------------------------------------------- | ------------------------------------------- |
| Helsingborgs IF Falkenbergs FF AFC Eskilstuna | IF Brommapojkarna Dalkurd FF Trelleborgs FF |

## Részt vevő csapatok
| Csapat          | Székhely    | Stadion                 | Befogadóképesség1 |
| --------------- | ----------- | ----------------------- | ----------------- |
| AFC Eskilstuna  | Eskilstuna  | Tunavallen              | 7,500             |
| AIK             | Stockholm   | Friends Arena           | 50,000            |
| BK Häcken       | Göteborg    | Bravida Arena           | 6,500             |
| Djurgårdens IF  | Stockholm   | Tele2 Arena             | 30,000            |
| Falkenbergs FF  | Falkenberg  | Falcon Alkoholfri Arena | 5,565             |
| GIF Sundsvall   | Sundsvall   | NP3 Arena               | 7,700             |
| Hammarby IF     | Stockholm   | Tele2 Arena             | 30,000            |
| Helsingborgs IF | Helsingborg | Olympia                 | 16,500            |
| IF Elfsborg     | Borås       | Borås Arena             | 16,899            |
| IFK Göteborg    | Göteborg    | Gamla Ullevi            | 18,600            |
| IFK Norrköping  | Norrköping  | Nya Parken              | 15,734            |
| IK Sirius       | Uppsala     | Studenternas IP         | 6,300             |
| Kalmar FF       | Kalmar      | Guldfågeln Arena        | 12,000            |
| Malmö FF        | Malmö       | Eleda Stadion           | 22,500            |
| Örebro SK       | Örebro      | Behrn Arena             | 12,300            |
| Östersunds FK   | Östersund   | Jämtkraft Arena         | 8,466             |

- 1A Svéd Labdarúgó Szövetség honlapja szerint.[6]

### Vezetőedző váltások
| Csapat          | Távozó edző                    | Ok                              | Dátum               | Poz.      | Érkező edző                           | Dátum               |
| --------------- | ------------------------------ | ------------------------------- | ------------------- | --------- | ------------------------------------- | ------------------- |
| Djurgårdens IF  | Özcan Melkemichel              | lejárt a szerződése             | 2018. november 15.  | Előszezon | Kim Bergstrand Thomas Lagerlöf        | 2018. november 16.  |
| IK Sirius       | Kim Bergstrand Thomas Lagerlöf | lemondott                       | 2018. november 15.  | Előszezon | Henrik Rydström                       | 2018. december 10.  |
| Kalmar FF       | Henrik Rydström                | lejárt a szerződése             | 2018. november 18.  | Előszezon | Magnus Pehrsson                       | 2018. november 27.  |
| Helsingborgs IF | Per-Ola Ljung                  | menesztették                    | 2019. június 15.    | 14.       | Henrik Larsson                        | 2019. június 16.    |
| Helsingborgs IF | Henrik Larsson                 | lemondott                       | 2019. augusztus 23. | 12.       | Olof Mellberg                         | 2019. szeptember 3. |
| GIF Sundsvall   | Joel Cedergren                 | menesztették                    | 2019. augusztus 30. | 16.       | Tony Gustavsson                       | 2019. szeptember 2. |
| AFC Eskilstuna  | Nemanja Miljanović             | előléptették futballmenedzserré | 2019. szeptember 5. | 15.       | Saulius Širmelis Saulius Cekanavicius | 2019. szeptember 5. |
| Kalmar FF       | Magnus Pehrsson                | menesztették                    | 2019. október 31.   | 13.       | Jens Nilsson                          | 2019. október 31.   |

## A bajnokság végeredménye
| Hely. | Csapat             | M  | Gy | D  | V  | G+ | G– | Gk  | P  | Továbbjutás vagy kiesés |
| ----- | ------------------ | -- | -- | -- | -- | -- | -- | --- | -- | ----------------------- |
| 1.    | Djurgårdens IF (C) | 30 | 20 | 6  | 4  | 53 | 19 | +34 | 66 | BL, 1. selejtezőkör     |
| 2.    | Malmö FF           | 30 | 19 | 8  | 3  | 56 | 16 | +40 | 65 | EL, 1. selejtezőkör     |
| 3.    | Hammarby IF        | 30 | 20 | 5  | 5  | 75 | 38 | +37 | 65 | EL, 1. selejtezőkör     |
| 4.    | AIK                | 30 | 19 | 5  | 6  | 47 | 24 | +23 | 62 |                         |
| 5.    | IFK Norrköping     | 30 | 16 | 9  | 5  | 54 | 26 | +28 | 57 |                         |
| 6.    | BK Häcken          | 30 | 14 | 7  | 9  | 44 | 29 | +15 | 49 |                         |
| 7.    | IFK Göteborg       | 30 | 13 | 9  | 8  | 46 | 31 | +15 | 48 | EL, 2. selejtezőkör     |
| 8.    | IF Elfsborg        | 30 | 11 | 10 | 9  | 44 | 45 | −1  | 43 |                         |
| 9.    | Örebro SK          | 30 | 9  | 6  | 15 | 40 | 56 | −16 | 33 |                         |
| 10.   | Helsingborgs IF    | 30 | 8  | 6  | 16 | 29 | 49 | −20 | 30 |                         |
| 11.   | IK Sirius          | 30 | 8  | 5  | 17 | 34 | 51 | −17 | 29 |                         |
| 12.   | Östersunds FK      | 30 | 5  | 10 | 15 | 27 | 52 | −25 | 25 |                         |
| 13.   | Falkenbergs FF     | 30 | 6  | 7  | 17 | 25 | 62 | −37 | 25 |                         |
| 14.   | Kalmar FF (O)      | 30 | 4  | 11 | 15 | 22 | 47 | −25 | 23 | Osztályozó              |
| 15.   | GIF Sundsvall (K)  | 30 | 4  | 8  | 18 | 31 | 50 | −19 | 20 | Kiesik a Superettan-ba  |
| 16.   | AFC Eskilstuna (K) | 30 | 4  | 8  | 18 | 23 | 55 | −32 | 20 | Kiesik a Superettan-ba  |

### Helyezések fordulónként, meccstáblázat
| Hazai \ Vendég1 | AFCE | AIK | BKH | DIF | FFF | GIFS | HAM | HIF | IFE | IFKG | IFKN | IKS | KFF | MFF | ÖSK | ÖFK |
| AFC Eskilstuna  |      | 2–4 | 0–2 | 1–1 | 0–0 | 1–0  | 1–6 | 1–1 | 2–2 | 3–1  | 0–2  | 0–0 | 3–1 | 0–1 | 1–1 | 0–1 |
| AIK             | 2–1  |     | 1–0 | 1–0 | 2–0 | 2–1  | 2–0 | 2–0 | 3–0 | 1–0  | 0–2  | 2–1 | 1–2 | 0–0 | 2–0 | 0–0 |
| BK Häcken       | 3–0  | 1–2 |     | 0–1 | 4–1 | 1–0  | 2–0 | 2–1 | 1–2 | 1–2  | 0–1  | 4–1 | 1–0 | 1–1 | 3–0 | 1–1 |
| Djurgårdens IF  | 3–0  | 0–2 | 2–0 |     | 1–0 | 2–2  | 1–2 | 2–0 | 2–0 | 2–1  | 1–1  | 4–0 | 2–0 | 1–1 | 3–0 | 3–1 |
| Falkenbergs FF  | 1–0  | 1–5 | 0–3 | 0–3 |     | 2–0  | 0–2 | 1–1 | 2–1 | 1–1  | 0–2  | 0–0 | 0–0 | 1–2 | 1–0 | 1–0 |
| GIF Sundsvall   | 0–0  | 1–1 | 0–1 | 1–4 | 3–1 |      | 2–3 | 1–2 | 1–2 | 0–2  | 4–4  | 2–1 | 1–2 | 3–1 | 1–2 | 1–1 |
| Hammarby IF     | 3–1  | 2–1 | 4–1 | 2–1 | 6–2 | 3–0  |     | 2–1 | 5–2 | 6–2  | 2–2  | 2–0 | 1–1 | 2–0 | 5–1 | 4–0 |
| Helsingborgs IF | 2–1  | 1–3 | 0–2 | 1–1 | 1–1 | 1–1  | 2–1 |     | 1–2 | 1–2  | 3–1  | 1–0 | 2–0 | 0–1 | 1–4 | 2–0 |
| IF Elfsborg     | 1–0  | 1–1 | 0–0 | 0–1 | 4–0 | 3–1  | 1–1 | 1–1 |     | 2–0  | 0–0  | 1–1 | 2–1 | 0–3 | 4–2 | 4–1 |
| IFK Göteborg    | 1–0  | 3–0 | 0–0 | 0–1 | 1–1 | 2–1  | 0–0 | 3–1 | 3–0 |      | 0–0  | 2–1 | 4–0 | 0–0 | 0–1 | 7–1 |
| IFK Norrköping  | 4–0  | 0–0 | 2–1 | 2–2 | 4–3 | 2–0  | 2–0 | 5–0 | 2–0 | 1–2  |      | 0–1 | 1–0 | 1–1 | 3–0 | 3–0 |
| IK Sirius       | 3–2  | 0–2 | 3–4 | 0–2 | 2–0 | 1–0  | 1–3 | 2–1 | 2–4 | 2–4  | 0–2  |     | 3–0 | 0–1 | 3–4 | 1–1 |
| Kalmar FF       | 0–0  | 0–1 | 1–1 | 0–1 | 2–3 | 0–2  | 2–2 | 1–0 | 1–1 | 1–1  | 2–2  | 0–2 |     | 0–5 | 1–1 | 1–1 |
| Malmö FF        | 5–0  | 2–0 | 1–1 | 0–1 | 5–0 | 2–1  | 4–1 | 3–0 | 4–1 | 1–0  | 1–0  | 1–1 | 1–0 |     | 2–1 | 2–0 |
| Örebro SK       | 3–1  | 2–1 | 1–2 | 0–3 | 4–0 | 0–0  | 2–3 | 0–1 | 2–2 | 2–2  | 1–2  | 0–2 | 1–1 | 0–5 |     | 2–0 |
| Östersunds FK   | 1–2  | 1–3 | 1–1 | 1–2 | 3–2 | 1–1  | 1–2 | 3–0 | 1–1 | 0–0  | 2–1  | 2–0 | 1–2 | 0–0 | 1–3 |     |

Utolsó felvett mérkőzés dátuma: 2019. december 31. 
Forrás:  
1A hazai csapatok a bal oldali oszlopban szerepelnek.
Színek: Zöld = hazai győzelem; Sárga = döntetlen; Piros = vendéggyőzelem.
 

### Osztályozó
| 2019. november 6. 19:00 UTC+1 |

| IK Brage | 0–2         | Kalmar FF              |
| -------- | ----------- | ---------------------- |
|          | Jegyzőkönyv | Herrem 24' Fröling 61' |

| Domnarvsvallen, Borlänge Nézőszám: 3554 Játékvezető: Martin Strömbergsson |

| 2019. november 10. 14:45 UTC+1 |

| Kalmar FF              | 2–2         | IK Brage                 |
| ---------------------- | ----------- | ------------------------ |
| Aliti 61' Hallberg 86' | Jegyzőkönyv | Morsay 88' Kouakou 90+2' |

| Guldfågeln Arena, Kalmar Nézőszám: 6218 Játékvezető: Mohammed Al-Hakim |

Kalmar FF nyert 4–2-es összesítéssel.

## Statisztika
| # | Játékos            | Klub           | Gólok |
| - | ------------------ | -------------- | ----- |
| 1 | Mohamed Buya Turay | Djurgårdens IF | 15    |
| 2 | Robin Söder        | IFK Göteborg   | 14    |
| 2 | Muamer Tanković    | Hammarby IF    | 14    |
| 4 | Nikola Đurđić      | Hammarby IF    | 13    |
| 4 | Markus Rosenberg   | Malmö FF       | 13    |
| 6 | Tarik Elyounoussi  | AIK            | 11    |
| 6 | Henok Goitom       | AIK            | 11    |
| 6 | Jordan Larsson     | IFK Norrköping | 11    |
| 6 | Paulinho           | BK Häcken      | 11    |
| 6 | Carlos Strandberg  | Örebro SK      | 11    |

| # | Játékos                | Klub           | Gólpassz |
| - | ---------------------- | -------------- | -------- |
| 1 | Darijan Bojanić        | Hammarby IF    | 10       |
| 2 | Nikola Đurđić          | Hammarby IF    | 8        |
| 2 | Henok Goitom           | AIK            | 8        |
| 2 | Sead Hakšabanović      | IFK Norrköping | 8        |
| 2 | Alexander Kačaniklić   | Hammarby IF    | 8        |
| 2 | Giorgi Haraisvili      | IFK Göteborg   | 8        |
| 2 | Arnór Ingvi Traustason | Malmö FF       | 8        |

### Mesterhármast elérő játékosok
| Játékos                   | Csapat       | Ellenfél        | Végeredmény | Dátum                |
| ------------------------- | ------------ | --------------- | ----------- | -------------------- |
| Alexander Kačaniklić      | Hammarby IF  | Falkenbergs FF  | 6–2         | 2019. július 7.      |
| Filip Rogić               | Örebro SK    | Falkenbergs FF  | 4–0         | 2019. július 20.     |
| Nikola Đurđić             | Hammarby IF  | AFC Eskilstuna  | 1–6         | 2019. július 27.     |
| Carlos Strandberg         | Örebro SK    | Helsingborgs IF | 1–4         | 2019. július 29.     |
| Carlos Strandberg         | Örebro SK    | IK Sirius       | 3–4         | 2019. augusztus 24.  |
| Robin Söder               | IFK Göteborg | Kalmar FF       | 4–0         | 2019. augusztus 26.  |
| Vladimir Rodić            | Hammarby IF  | Örebro SK       | 5–1         | 2019. szeptember 30. |
| Henok Goitom(4 gólt lőtt) | AIK          | Falkenbergs FF  | 1–5         | 2019. október 20.    |